# 마류 라미아스
마류 라미아스(영어: Murrue Ramius, 일본어: マリュー・ラミアス)는 TV 애니메이션 《기동전사 건담 SEED》 및 《기동전사 건담 SEED DESTINY》에 등장하는 가공의 인물이다. 성우는 미츠이시 코토노가 담당하였다.

## 인물
- 인종: 내추럴
- 생년월일: C.E. 45년 10월 12일
- 별자리: 천칭자리
- 연령: 26세(SEED)→28세(SEED DESTINY)
- 혈액형: O형
- 신장: 170cm
- 체중: 63kg(SEED)→50kg(SEED DESTINY)[주 1]
- 계급: 대서양 연방 우주군 제8함대 대위[1][2]→지구연합 대서양 연방 소령[3]→오브 연합 수장국 해군 소령[4]→오브 연합 수장국 해군 대령→대령(오브군)[5]

## 같이 보기
- 기동전사 건담 SEED
- 기동전사 건담 SEED DESTINY

## 주해
1. ↑  후자는 체질량 지수에 정해진 지표에서도 지나치게 마른 체형이나 작품 중에 이것이 묘사되거나 언급되는 경우는 없다.